# スルザー
スルザー（ズルツァー、独: Sulzer AG）は、スイス・ヴィンタートゥールに本社を置く機械メーカー。1834年設立。各種ポンプ・化学工業用装置・医療用器具の製造、タービン・ポンプ・コンプレッサー・モーター・発電機などのメンテナンスを手がける。スイス証券取引所上場企業（SIX: SUN）。

## 組織
スルザーは4つの事業部門からなる。
ポンプ機械装置 (Pumps Equipment)
ポンプの製造・アフターサービス。
回転機械装置サービス (Rotating Equipment Services)
タービン・ポンプ・コンプレッサー・モーター・発電機などの回転機械装置のメインテナンス。
ケムテック (Chemtech)
分離カラム、スタティックミキサーなどの化学工業向け装置の製造・アフターサービス。
アプリケーターシステムズ (Applicator Systems)
工業用注入器具の製造・アフターサービス。

## 歴史
スルザーは1834年、スイス・チューリヒ州のヴィンタートゥールでスルザー・ブラザーズ (Sulzer Brothers) 社として設立され、当初は紡績機や織機の製造を主要な事業としていた。その後、ルドルフ・ディーゼルによってディーゼルエンジンが発明されると、その特許を1893年に購入。そして1898年、スルザー最初のディーゼルエンジンが製造された。1930年代から1940年代にかけて、スルザーのディーゼルエンジンを搭載したディーゼル機関車がヨーロッパや南アメリカを中心に世界中で用いられた。日本においても船舶用、機関車用等で使用された。
1982年に織機事業をジョージフィッシャーから買収した。
1990年、ディーゼルエンジン製造部門を分離子会社化し、ニュー・スルザー・ディーゼル社 (New Sulzer Diesel, NSD) を設立した。1997年に同子会社はフィンランドのバルチラ・ディーゼル（Wärtsilä Diesel) と合併し、バルチラNSD（Wärtsilä NSD) となった。2000年に同社はバルチラ社（Wärtsilä Corporation）となった。
2000年、タービン製造部門をMANグループに売却した。
2007年、ロシア企業のレノヴァがスルザーの筆頭株主となった。
2013年、表面処理事業をエリコンに売却した。
トヨタ産業技術記念館には1898年スルザー社製の定置式蒸気機関が展示される。

## 関連項目

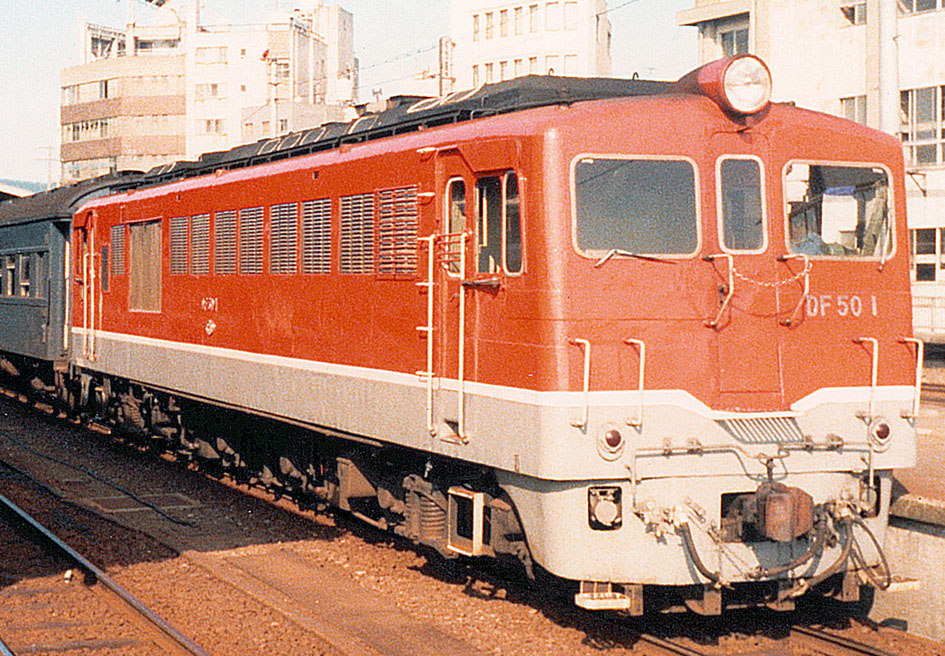
DF50 1号機